# Madzsokko Megu-csan
A Madzsokko Megu-csan (魔女っ子メグちゃん; Hepburn: Majokko Megu-chan) japán animesorozat, amelyet a Toei Animation készített. A forgatókönyvet Jamaura Hirojaszu, Cudzsi Maszaki és Jukimuro Sunicsi írta, az animét Szerikava Jugo rendezte, a zenéjét Vatanabe Takeo szerezte. Japánban 1974. április 1. és 1975. szeptember 29. között a TV Asahi tűzte műsorára.

## Ismertető
A főszereplő, Megu-csan, aki egy erőteljes fiatal boszorkány. Megu követi a tapasztalatokat, és eljön a földre. Versenyez a boszorkányvilág trónjáért, de nagyon keveset tud az emberi kapcsolatokról. A korai ifjú éveiben Mami örökbe fogadott lánya lett. Mami egy kissé öregebb boszorkány, aki feladta a királyi ambícióit arra, hogy megházasodjon egy földi halandóval, és megbabonázza a férjét, valamint a két gyereküket, Rabit és Apót. Megu azt véli, hogy a család legidősebb gyereke mindig arra használja a varázslatát, hogy memóriát változtasson. Megu tudja irányítani a képességeit arra, hogy bebizonyítsa, kiérdemli a boszorkányvilág koronáját, amelyről Mami is értesül.

## Szereplők
| Szereplő                              | Japán hang           | Leírás |
| ------------------------------------- | -------------------- | --- |
| Kanzaki Megu (神崎 メグ Megu Kanzaki) | Josida Rihoko        | Vörös hajú, kék szemű lány, a főszereplő, kezdetben megtapasztalja a szigorú nehézségeket. |
| Gó Non (郷 ノン Gō-Non)               | Cukasze Noriko       | Kék hajú, fekete szemű, sápadt-nyúzott arcú lány, az egyik legerőteljesebb a boszorkányok közül. |
| Kanzaki Mami (神崎 マミ Mami Kanzaki) | Jamagucsi Nana       | Megu adoptált anyja. |
| Kanzaki Papa                          | Ótake Hirosi         | Megu adoptált apja. |
| Kanzaki Rabi (神崎 ラビ Rabi Kanzaki) | Jamamoto Keiko       | Megu adoptált öccse. |
| Kanzaki Apo (神崎 アポ Apo Kanzaki)   | Csidzsimacu Szacsiko | Szőke hajú, kék szemű, szép kislány, Megu adoptált húga. |
| Boss (ボス Bosu)                      | Ótake Hirosi         | Az iskola zsarnoka. |
| Saturn (サターン Satān)               | Nozava Maszako       | Gonosz boszorkány, és önjelölt királynő. |
| Csó-szan (チョーサン Chō-san)         | Hasze Szandzsi       | A boszorkánykirálynő, akinek egy ügynöke üzent, hogy szemmel tartsa Megu-t és Non-t, de titokban a Szaturnusznál dolgozik, és szándékában áll szabotálni Megu esélyeit arra, hogy megnyerje a trónt. |
| Furu-Furu (フルフル)                  | Cukasze Noriko       | Csó-szan egyik alárendelte. |
| Crow (クロー Kurō)                    | Ótake Hirosi         | Csó-szan másik alárendelte. |
| Emi (エミ)                            | Taura Tamaki         | Megu barátai közül az egyik. |
| Roko (ロコ)                           | Marujama Juko        | Szintén Megu barátai közül az egyik. |